# Акула довгокрила
Акула довгокрила (Carcharhinus longimanus) — акула ряду кархариноподібних.

## Зовнішній вигляд
Досягає 3,5-4 метри в довжину, але найчастіше зустрічаються особини довжиною до 1,5-2 метрів і вагою 20-60 кг. Розмножується живородінням, приносячи п'ять-сім дитинчат довжиною до 40 см. Має дуже довгі грудні плавці. Тіло забарвлене в коричнево-сірий колір, кінці плавців можуть мати світлі плями.

## Екологія
Зустрічається повсюди в тропічній зоні. Харчується рибами і кальмарами, іноді молюсками, також будь-якими доступними покидьками.
Висловлювалися гіпотези про здатність деяких видів акул до повітряного нюху, тобто здатності вловлювати і диференціювати запахи в повітрі .

## Небезпека
Відомі випадки нападу довгокрилих акул на людей зі смертельним результатом , Проте ці випадки вкрай рідкісні, тому що акули рідко підходять до берега.